# Curinga
Curinga là một đô thị thuộc tỉnh Catanzaro, trong vùng Calabria phía nam nước Ý.
Đô thị này nằm ở khu vực có độ cao 350 mét trên mực nước biển. Dân số cuối năm 2004 là 6704 người.
Ngày 21 tháng 11 năm 1980, một chiếc tàu hỏa chở khách tuyến Roma-Siracusa đã đâm vào các toa tàu của một chuyến tàu chở hàng từ Catania, tai nạn khiến 20 người tử nạn, 112 người bị thương.

## Liêt kết ngoàis
- City of Curinga